# Emile Francis Trophy
L'Emile Francis Trophy è un premio annuale della American Hockey League che viene assegnato alla squadra con il record migliore della Atlantic Division.
Il premio è un omaggio all'ex allenatore in AHL Emile Francis. Precedentemente, nel periodo 2002-2003, veniva assegnato alla vincente della North Division.

## Vincitori
| Vittorie | Squadra                |
| -------- | ---------------------- |
| 4        | Manchester Monarchs    |
| 4        | Providence Bruins      |
| 2        | Portland Pirates       |
| 2        | Hartford Wolf Pack     |
| 1        | Hershey Bears          |
| 1        | St. John's IceCaps     |
| 1        | Worcester Sharks       |
| 1        | L. Lock Monsters       |
| 1        | WBS Penguins           |
| 1        | Lehigh Valley Phantoms |
| 1        | Charlotte Checkers     |

### Campioni della North Division (2002-2003)
| Stagione | Squadra           | Titolo |
| -------- | ----------------- | ------ |
| 2001-02  | L. Lock Monsters  | 1      |
| 2002-03  | Providence Bruins | 1      |

### Campioni della Atlantic Division (2004-)
| Stagione | Squadra                | Titolo |
| -------- | ---------------------- | ------ |
| 2003-04  | Hartford Wolf Pack     | 1      |
| 2004-05  | Manchester Monarchs    | 1      |
| 2005-06  | Portland Pirates       | 1      |
| 2006-07  | Manchester Monarchs    | 2      |
| 2007-08  | Providence Bruins      | 2      |
| 2008-09  | Hartford Wolf Pack     | 2      |
| 2009-10  | Worcester Sharks       | 1      |
| 2010-11  | Portland Pirates       | 2      |
| 2011-12  | St. John's IceCaps     | 1      |
| 2012-13  | Providence Bruins      | 3      |
| 2013-14  | Manchester Monarchs    | 3      |
| 2014-15  | Manchester Monarchs    | 4      |
| 2015-16  | Hershey Bears          | 1      |
| 2016-17  | WBS Penguins           | 1      |
| 2017-18  | Lehigh Valley Phantoms | 1      |
| 2018-19  | Charlotte Checkers     | 1      |
| 2019-20  | Providence Bruins      | 4      |